# Olli Huttunen (football)
Olavi «Olli» Huttunen (né le 4 août 1960 à Kajaani en Finlande) est un footballeur finlandais. Il fut par après entraineur par intérim de la Finlande.

## Biographie
Huttunen joue toute sa carrière de joueur avec le FC Haka Valkeakoski dans le championnat finlandais. En plus des matchs avec ce club, il est un joueur récurrent avec la Finlande au niveau international.
après la fin de sa carrière de joueur, il devient entraineur du Haka en 2002, il restera a ce poste jusqu'en 2009. En 2010, il devient sélectionneur de la Finlande par intérim. En 2012, il rejoint le Vaasan Palloseura en tant qu'entraineur.

## Palmarès
- Champion de Finlande en 1995 avec le FC Haka Valkeakoski
- Vainqueur de la Coupe de Finlande en 1982, 1985 et 1988 avec le FC Haka Valkeakoski
- Finaliste de la Coupe de Finlande en 1980, 1983 et 1989 avec le FC Haka Valkeakoski
- Vainqueur de la Coupe de la Ligue finlandaise en 1995 avec le FC Haka Valkeakoski